# Конд (Південна Дакота)
Конд (англ. Conde) — місто (англ. city) в США, в окрузі Спінк штату Південна Дакота. Населення — 142 особи (2020).

## Географія
Конд розташований за координатами 45°9′26″ пн. ш. 98°5′44″ зх. д. / 45.15722° пн. ш. 98.09556° зх. д. (45.157301, -98.095444).  За даними Бюро перепису населення США в 2010 році місто мало площу 1,46 км², уся площа — суходіл.

## Демографія
Згідно з переписом 2010 року, у місті мешкало 140 осіб у 76 домогосподарствах у складі 46 родин. Густота населення становила 96 осіб/км².  Було 111 помешкання (76/км²).
Расовий склад населення:
| - 100,0 % — білих |

До двох чи більше рас належало 0,0 %. Частка іспаномовних становила 0,0 % від усіх жителів.
За віковим діапазоном населення розподілялося таким чином: 13,6 % — особи молодші 18 років, 61,4 % — особи у віці 18—64 років, 25,0 % — особи у віці 65 років та старші. Медіана віку мешканця становила 54,0 року. На 100 осіб жіночої статі у місті припадало 100,0 чоловіків;  на 100 жінок у віці від 18 років та старших — 101,7 чоловіків також старших 18 років.
Середній дохід на одне домашнє господарство  становив 50 972 долари США (медіана — 41 000), а середній дохід на одну сім'ю — 62 576 доларів (медіана — 60 833). Медіана доходів становила 40 625 доларів для чоловіків та 38 750 доларів для жінок. За межею бідності перебувало 6,0 % осіб, у тому числі 10,0 % дітей у віці до 18 років та 3,0 % осіб у віці 65 років та старших.
Цивільне працевлаштоване населення становило 74 особи. Основні галузі зайнятості: роздрібна торгівля — 18,9 %, виробництво — 18,9 %, транспорт — 12,2 %, сільське господарство, лісництво, риболовля — 12,2 %.